# Плодоїд
Плодоїд (Pipreola) — рід горобцеподібних птахів родини котингових (Cotingidae). Представники цього роду мешкають в Андах та на Гвіанському нагір'ї.

## Види
Виділяють одинадцять видів:
- Плодоїд малий (Pipreola chlorolepidota)
- Плодоїд червоноволий (Pipreola frontalis)
- Плодоїд венесуельський (Pipreola formosa)
- Плодоїд золотобровий (Pipreola whitelyi)
- Плодоїд цитриновогрудий (Pipreola lubomirskii)
- Плодоїд вогнистоволий (Pipreola jucunda)
- Плодоїд масковий (Pipreola pulchra)
- Плодоїд золотоволий (Pipreola aureopectus)
- Плодоїд смугастий (Pipreola arcuata)
- Плодоїд смугохвостий (Pipreola intermedia)
- Плодоїд чорно-зелений (Pipreola riefferii)

## Етимологія
Наукова назва роду Pipreola походить від сполучення наукової назви роду Манакін (Pipra Linnaeus, 1764) та зменшувательного суфіксу лат. -ulus.